# Asfaltový beton

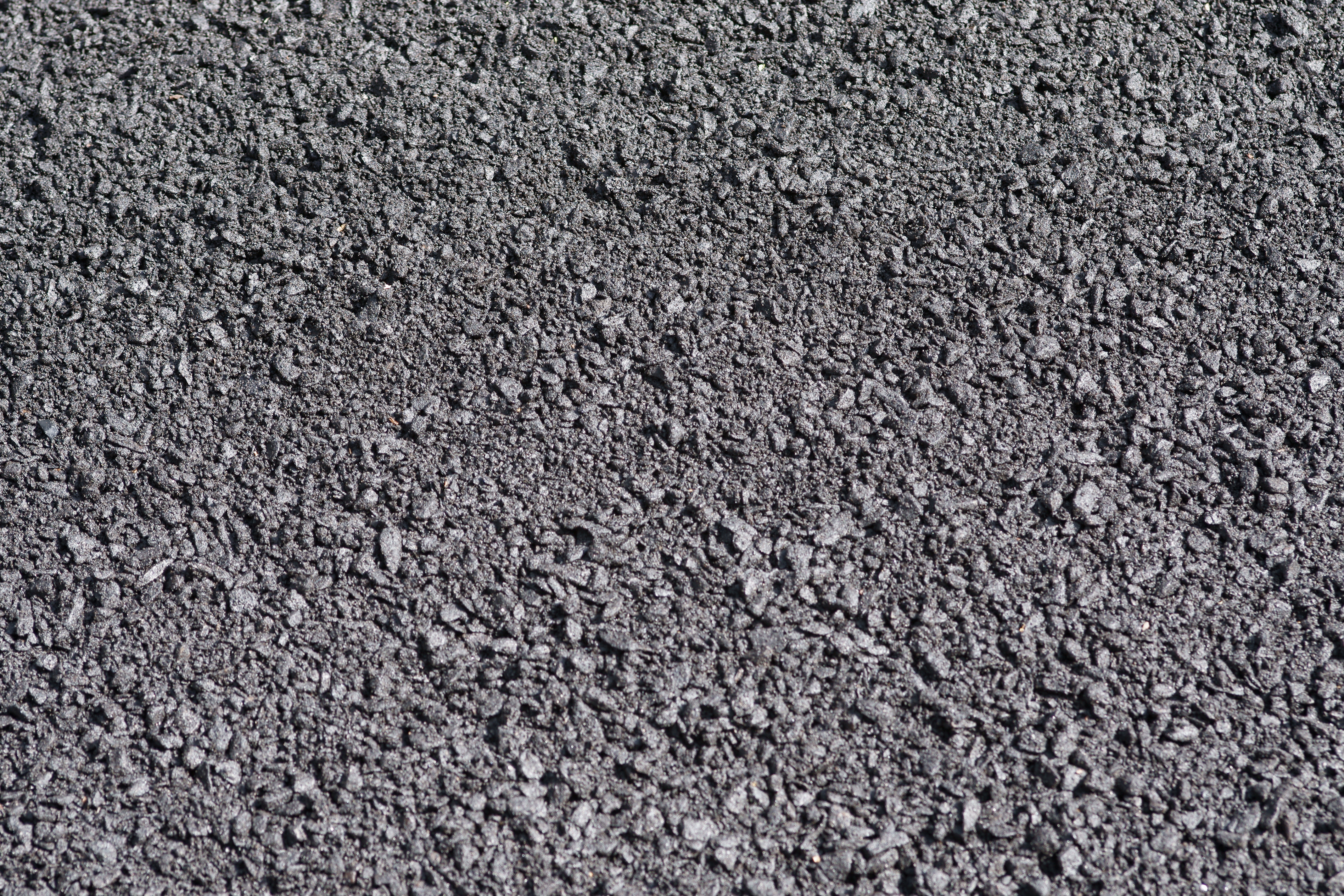
Silniční vozovka z asfaltového betonu

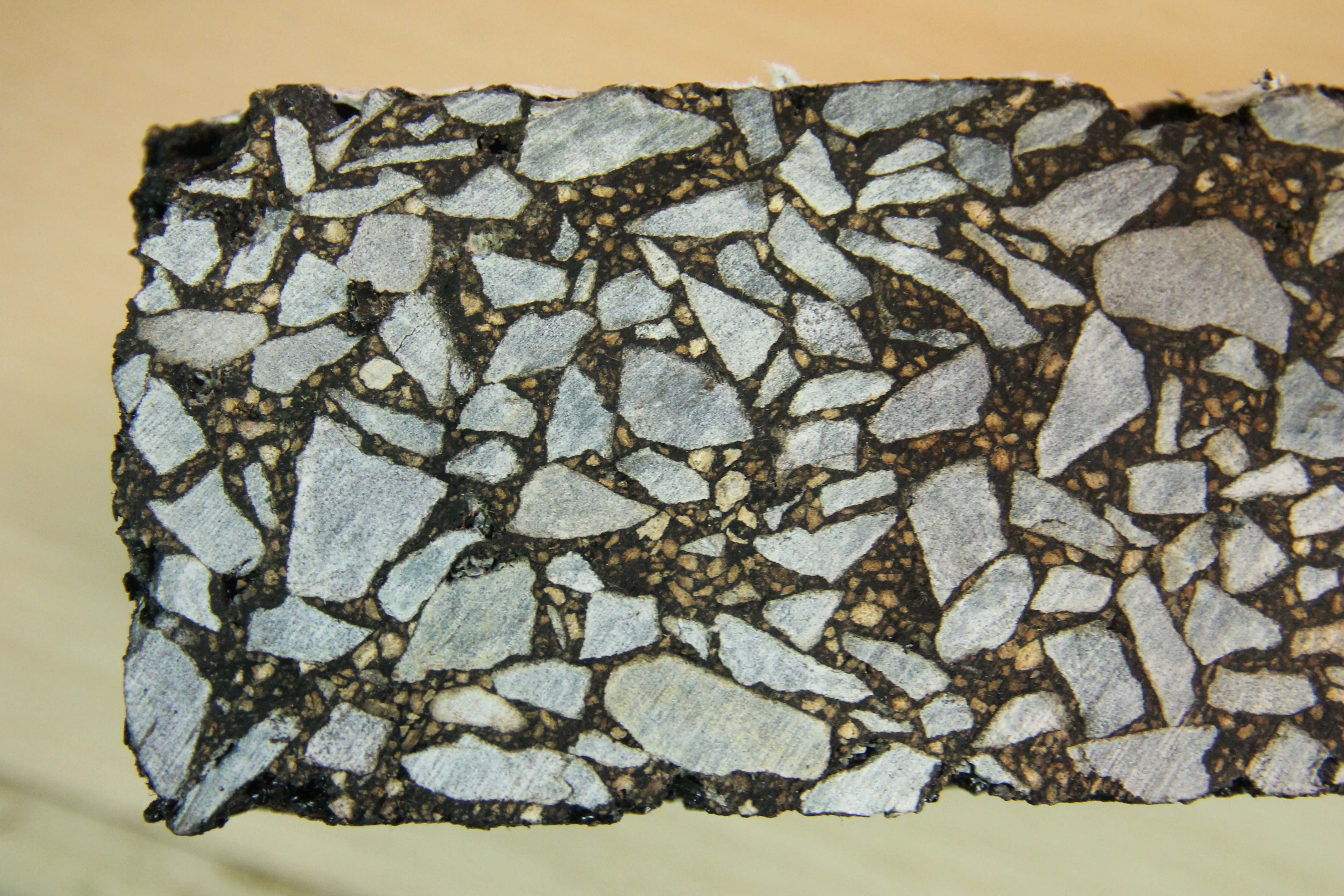
Řez vzorkem z asfaltového betonu

Asfaltový beton či asfaltobeton je materiál a druh betonu využívaný při stavbě silničních vozovek. Jedná se o směs, která je složena z asfaltu a kameniva. Na rozdíl od obalovaného kameniva má mezery mezi částicemi kameniva plně vyplněny pojivem (asfaltem).
Poznámka: Správné označení skupiny těchto betonů je Živičné betony. Termín asfaltové betony je pouze úzké specifikum.

## Druhy směsí

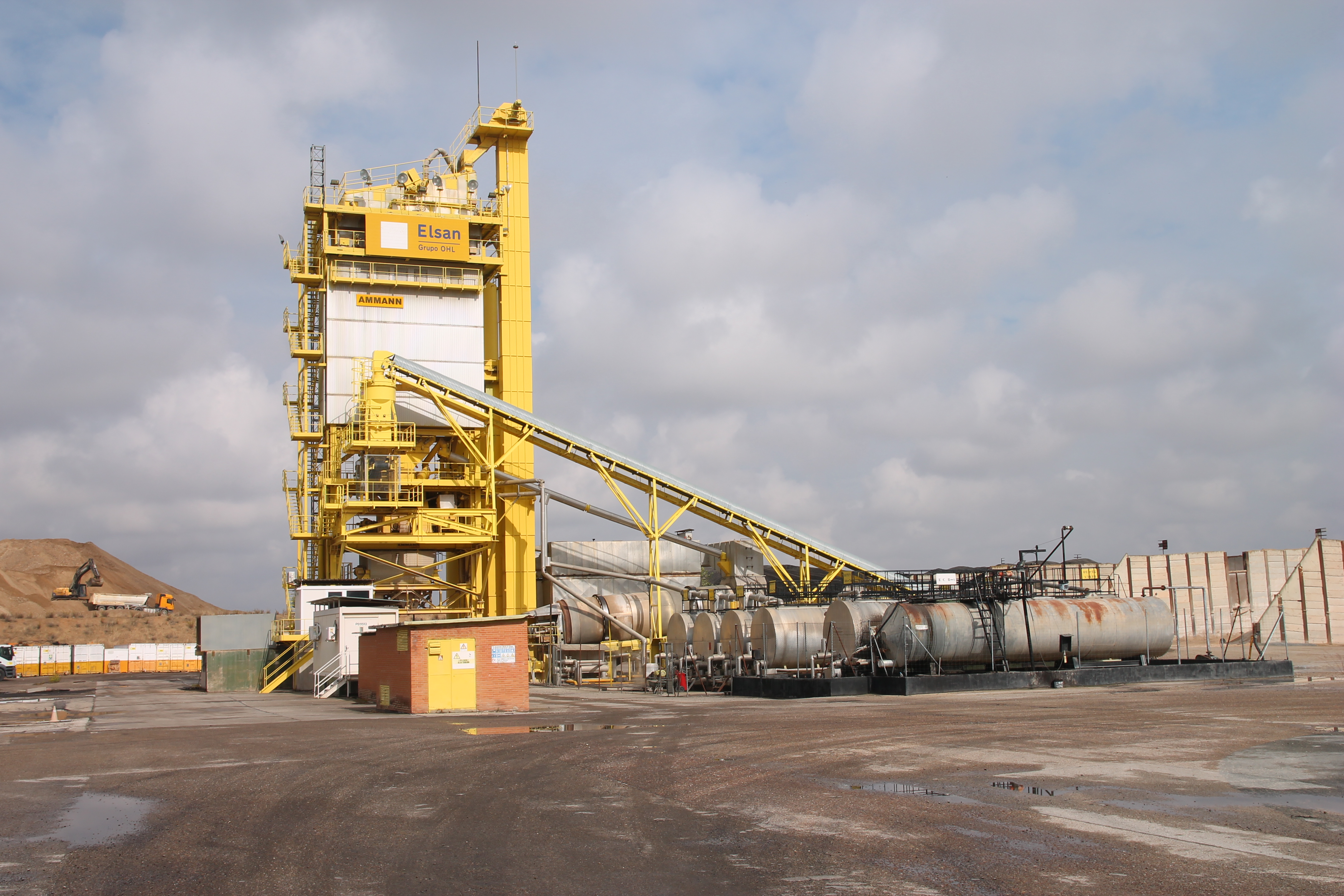
Obalovna pro výrobu asfaltových směsí, Arganda del Rey, Španělsko

- Horká směs – používá se zhruba od Velikonoc do konce roku, výjimečně i dříve. V obalovně se spolu mísí asfaltový recyklát, kamenivo a živičné pojivo při teplotách nad 150 °C. V současnosti je tendence k přecházení na nižší teploty živičných směsí z důvodu omezení tvorby výparů. Kvůli chladnutí materiálu je omezena doba jeho možného zabudování a zhutnění, je proto nanejvýš vhodné odebírat materiál z nejbližší možné obalovny živičných směsí. Použitím tepelně izolovaných korb nákladních automobilů lze omezit chladnutí během přepravy. Pro možnost řádného zabudování na stavbě je vhodné pokládat asfalt při kladných teplotách.
- Chladná směs – využívána převážně v zimním období, její výroba je nákladnější. Chladná směs se užívá především na zpevnění menších ploch a to většinou pouze jako dočasné zpevnění. Proto bývá užívána v zimě na zpevnění děr v asfaltové vozovce vznikajících důsledkem působení mrazu. Využito je tak především možnosti jeho levnějšího transportu na delší vzdálenosti a tedy možnosti využití na více místech v menším množství. Výroba probíhá emulgováním asfaltu ve vodě a následným mísením s kamenivem.
- Litý asfaltový beton
- Přírodní asfaltová směs
- Restaplast – speciální druh tuhé asfaltové směsi, která se využívá pro vysoce zatížené komunikace, jakými jsou autobusové zastávky, kruhové objezdy nebo silniční úseky před světelnými křižovatkami.

### Dělení dle normy
Typy asfaltových směsí stanoví české normy (odvozené z evropských) ČSN EN 13108-1 a ČSN EN 13108-5.
- AC (asphalt concrete) – asfaltový beton
  - ACO – asfaltový beton pro obrusné vrstvy
  - ACL – asfaltový beton pro ložné vrstvy
  - ACP – asfaltový beton pro podkladní vrstvy
- SMA (stone mastic asphalt) – drenážní a tichý povrch
- BBTM (béton bitumineux très minces) – pro tenké obrusné vrstvy

Specifikace dále obsahuje velikost zrn kameniva – 5, 8, 11, 16, 22 [mm]; označení kvality (+, S, D, CH) a druh použitého pojiva (např. 50/70, PMB 25/55).
Celková specifikace tak může vypadat např. ACO 11+ 50/70.
Dosud je možné se setkat se starším tříděním dle velikosti zrn, které se používalo před rokem 2008 před přijetím ČSN EN:
- ABJ – asfaltový beton jemnozrnný (zrno 8 mm)
- ABS – střednězrnný (11 mm)
- ABH – hrubozrznný (16 mm)
- ABVH – velmi hrubozrnný (22 mm)

případně se do podkladních vrstev místo AB uváděla zkratka OK (obalované kamenivo)